# 香山縣丞衙署
香山縣丞衙署（或稱澳門縣丞衙署）是清政府於1731年設立，專理澳門地區事務之衙署。

## 沿革
早在1152年（南宋紹興二十二年），香山寨升級為香山縣。自1572年（明隆慶六年）起，葡萄牙每年繳交的地租銀更由香山縣代為徵收。1730年（即清雍正八年），兩廣總督郝玉麟奏請添設香山縣丞一員，專察理華人與葡萄牙人之間之事務和糾紛。結果在1731年，縣丞衙署設立，最初駐紮於前山寨。
1743年（乾隆八年），兩廣總督策楞在處理一宗葡萄牙人殺害華人之案件後，便上疏清政府加強防範。1744年，縣丞衙署由前山寨移至澳門的望廈村，隸屬於澳門海防軍民同知，加強對澳門事務的管理。1849年，澳門總督亞馬留為擴張地界，將縣丞衙署連同《澳夷善後事宜條議》石碑拆毀，縣丞及官員被迫遷至前山寨駐紮。

## 歷任縣丞
縣丞官職正八品，駐守澳門，擁有地區的大部分管治權。澳門縣丞共57任，歷任香山縣駐節澳門縣丞如下：
1. 朱念高 1731年(雍正九年)
2. 顧嵩   1732年(雍正十年)
3. 黃冕   1750年(乾隆十五年)
4. 馮沛霖 1755年(乾隆二十年)
5. 胡國   1756年(乾隆二十一年)
6. 王祖英 1757年(乾隆二十二年)
7. 興聖讓 1765年(乾隆三十年)
8. 徐夢麟 1774年(乾隆三十九年)
9. 夏家瑜 1777年(乾隆四十二年)
10. 查潛   1778年(乾隆四十三年)
11. 周克達 1782年(乾隆四十七年)
12. 賈奕曾 1791年(乾隆五十六年)
13. 吳兆晉 1797年(嘉慶二年)
14. 姜衷   1809年(嘉慶十四年)
15. 潘世綸 1812年(嘉慶十七年)
16. 周飛鴻 1812年(嘉慶十七年)
17. 常應魁 1820年(嘉慶二十五年)
18. 葛景熊 1823年(道光三年)
19. 沈繼祖 1827年(道光七年)
20. 馮卓立 1828年(道光七年)
21. 嚴紹陵 1829年(道光九年)
22. 葛景熊 1830年(道光十年)
23. 朱靜涵 1831年(道光十一年)
24. 沈繼祖 1831年(道光十一年)
25. 葛景熊 1832年(道光十二年)
26. 孔昭光 1833年(道光十三年)兼理
27. 羅江   1833年(道光十三年)代理
28. 楊昭道 1833年(道光十三年)代理
29. 金天澤 1835年(道光十五年)
30. 彭邦畮 1837年(道光十七年)
31. 湯聘三 1840年(道光二十年)
32. 楊維善 1840年(道光二十年)
33. 張裕   1841年(道光二十一年)
34. 汪政   1846年(道光二十六年)
35. 張淦   1850年(道光三十年)
36. 方鑒源 1852年(咸豐二年)
37. 王佐清 1853年(咸豐三年)
38. 葛高翀 1854年(咸豐四年)
39. 馮燮   1854年(咸豐四年)
40. 鄢鳴珂 1857年(咸豐七年)
41. 姜茂斌 1857年(咸豐七年)
42. 汪曾裕 1857年(咸豐七年)
43. 陳熾昌 1858年(咸豐八年)
44. 張德和 1859年(咸豐十年)
45. 陶鑾   1861年(咸豐十一年)
46. 李用中 1861年(咸豐十一年)
47. 陸有壬 1862年(同治元年)
48. 汪鳴珂 1862年(同治元年)
49. 李用中 1863年(同治二年)
50. 方奎棹 1866年(同治五年)
51. 羅瀛   1866年(同治五年)
52. 隗華棠 1867年(同治六年)
53. 劉杰   1869年(同治八年)
54. 劉炤乙 1875年(光緒一年)
55. 甘潤寰 1876年(光緒二年)
56. 楊鴻猷 1895年(光緒二十一年)
57. 廖鵬飛 1906年(光緒三十二年)